# Рудель-Цайнек, Ольга
Ольга Рудель-Цайнек (нем. Olga Rudel-Zeynek, урождённая фон Цайнек, von Zeynek; 28 января 1871, Оломоуц, Цислейтания — 25 августа 1948, Грац) — австрийский журналист и политический деятель. Член Христианско-социальной партии. Председатель бундесрата (верхней палаты парламента Австрии) в 1927—1928 и 1932 годах. Первая женщина на этом посту. Депутат национальрата (нижней палаты парламента Австрии) в 1920—1927 годах, депутат ландтага Штирии и бундесрата в 1927—1933 годах.

## Биография

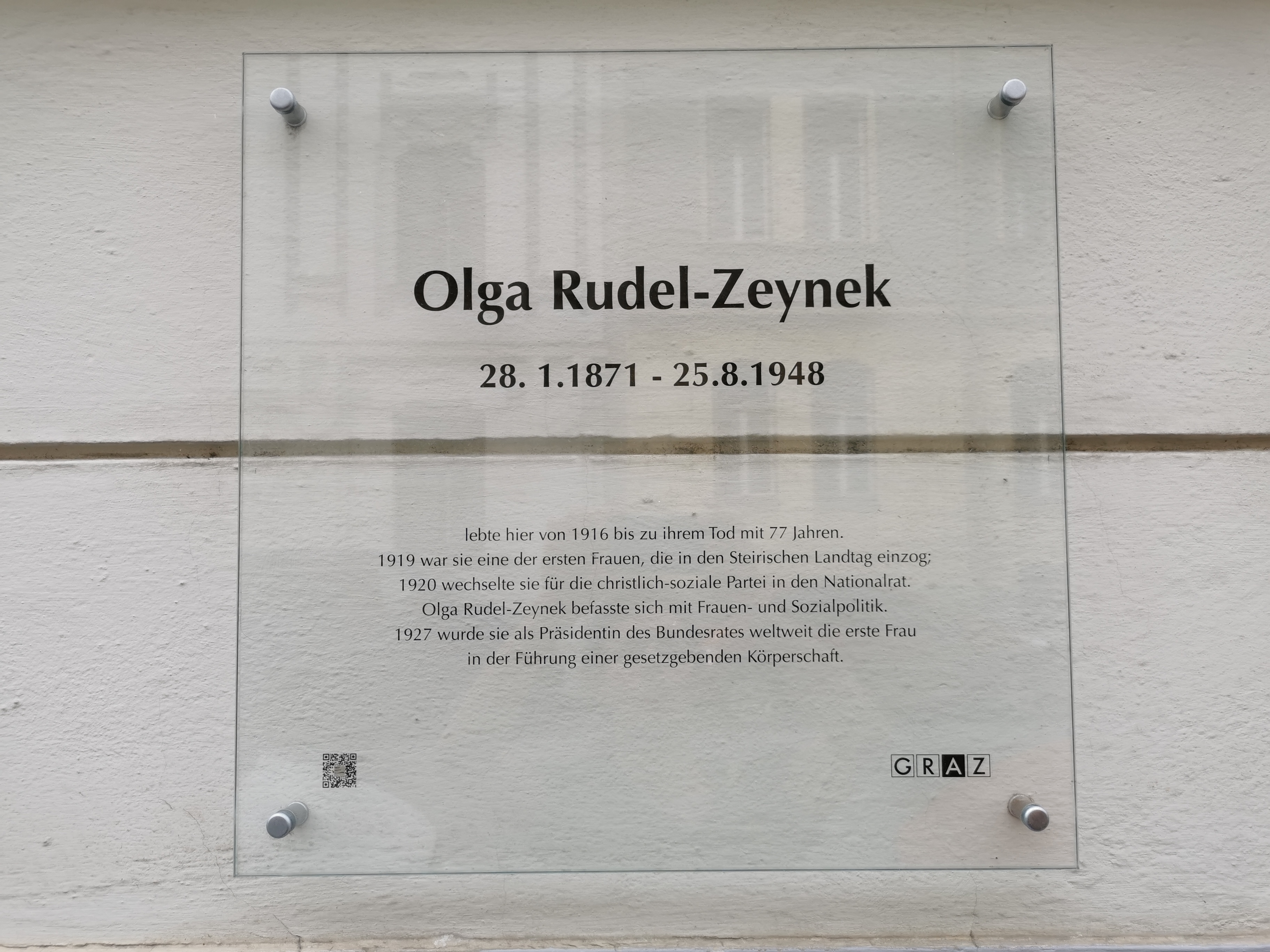
Мемориальная доска на доме в Граце, где жила Ольга Рудель-Цайнек с 1916 года до своей смерти

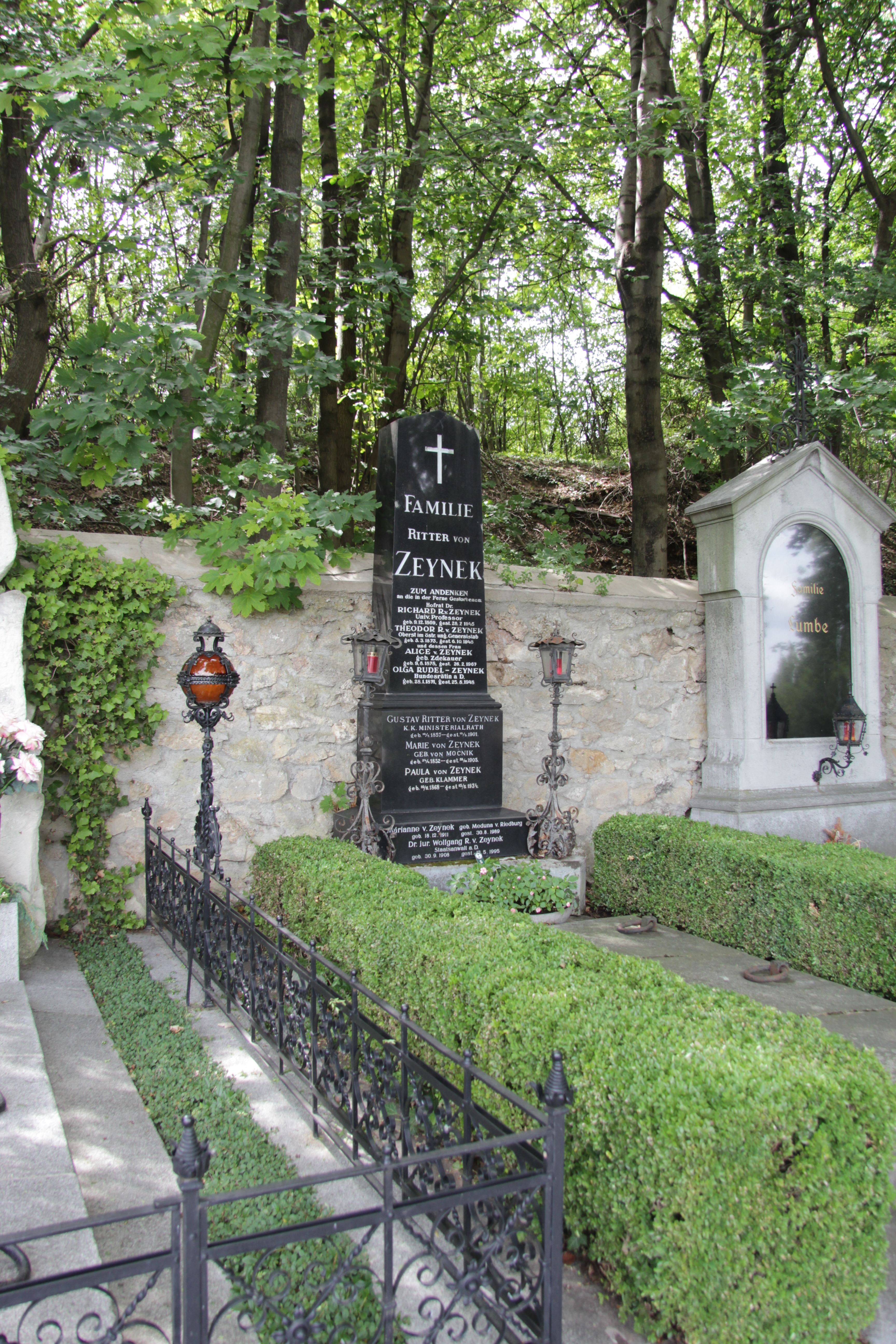
Могила Ольги Рудель-Цайнек на кладбище в Мёдлинге

Родилась 28 января 1871 года в городе Ольмюц (Оломоуц) в маркграфстве Моравия в Австро-Венгрии. Была средней из троих детей государственного школьного инспектора Австрийской Силезии Густава фон Цайнека (Gustav Ritter von Zeynek; 1837—1901) из Шебетау и его жены Марии, урождённой фон Мочник (Marie von Močnik; 1852—1903) из Лайбаха. Его дедом по материнской линии был математик, автор учебников Франц Мочник (Franz von Močnik; 1814—1892). Её старший брат Рихард (Richard Zeynek; 1869—1945) был врачом и химиком, пропагандировал диатермию — лечение путём глубокого прогрева тела пациента с помощью переменного тока высокой частоты. Её младший брат Теодор (Theodor Zeynek; 1873—1948) был профессиональным военным и писателем.
Выросла в Троппау, получила обычное для дочерей «высших слоёв» воспитание.
Окончила бюргерскую школу, затем — высшую школу для девочек при монастыре урсулинок в Фрайвальдау.
Жила в Вене, затем в Эденбурге (Шопроне), в 1911 году переехала в Грац.
В Граце работала волонтёром по оказанию помощи военным.
Работала журналисткой, публиковалась в женских газетах и католической прессе, в журнале Zeitschrift für Kinderschutz und Jugendfürsorge, газете католиков Штирии Grazer Volksblatt, газете фермеров Штирии Steirischen Bauernbündler и ежегоднике Steirischen Bauernkalender.
Стала ведущим членом Католической женской организации (Katholische Frauenorganisation, KFO) Штирии, основанной в 1906 году в Граце. Благодаря деятельности в KFO по вопросам женского избирательного права пришла в политику.
После аншлюса между Австрией и нацистской Германией занималась благотворительной деятельностью.
После окончания Второй мировой войны была активна в австрийском женском движении.
Умерла 25 августа 1948 года в возрасте 77 лет в Граце.

## Политическая карьера
Была членом федерального партийного руководства Христианско-социальной партии.
В 1919 году избрана в ландтаг (парламент) Штирии.
По результатам первых после принятия 1 октября 1920 года Учредительным собранием Конституции выборов 17 октября избрана депутатом национальрата (нижней палаты парламента Австрии) от Христианско-социальной партии. Переизбрана на следующих выборах 1923 года. Была депутатом национальрата до 18 мая 1927 года.
По результатам выборов 1927 года выбрана в ландтаг (парламент) Штирии, а затем ландтагом Штирии избрана в бундесрат (верхнюю палату парламента Австрии). Была членом бундесрата до 2 мая 1934 года.
1 декабря 1927 года избрана председателем бундесрата. Стала первой женщиной на этом посту и одной из первых женщин в мире, возглавивших палату парламента. Занимала пост до 31 мая 1928 года.
1 июня 1932 года снова избрана председателем бундесрата. Занимала пост до 30 ноября.
Ольга Рудель-Цайнек занималась семейной и социальной политикой, особенно вопросами благосостояния молодёжи. Основное содержание её парламентской деятельности включало улучшение законодательства о браке и семье, улучшение положения лиц, осуществляющих уход, регулирование акушерства, помощь малолетним пенсионерам, запрет на алкоголь для молодёжи и содействие образованию девочек. Наибольшим успехом Ольги Рудель-Цайнек стал так называемый Закон Рудель-Цайнек 1925 года, посредством которого юридически закреплено право женщин на содержание от невыполнивших свои обязательства отцов и мужей. Будучи членом комитета по экономике, она боролась за строгий запрет внутреннего экспорта арт-объектов и против незаконной покупки золота.
Создание австрофашистского «корпоративного государства» в 1934 году положило конец политической карьере Ольги Рудель-Цайнек.

## Награды
- Золотой почётный знак «За заслуги перед Австрийской Республикой» (1931)[4]
- Крест «За заслуги перед Церковью и Папой» (1932)[4]
- Почётное гражданство города Грац (1935)[4]

## Личная жизнь
В 1897 году вышла замуж за профессионального военного Рудольфа Руделя (Rudolf Rudel; 1867—1938) из Фюнфкирхена. Развелась в 1918 году.